# Tehelné pole
Tehelné pole hoặc Sân vận động bóng đá quốc gia (tiếng Slovak: Národný futbalový štadión) là một sân vận động đa năng ở Bratislava, Slovakia. Sân được hoàn thành vào năm 2019 và được sử dụng cho các trận đấu bóng đá, bao gồm các trận đấu sân nhà của ŠK Slovan Bratislava và đội tuyển bóng đá quốc gia Slovakia. Dự án này liên quan đến sự hỗ trợ lẫn nhau giữa doanh nhân nổi tiếng người Slovakia Ivan Kmotrík, là chủ sở hữu của ŠK Slovan Bratislava và Chính phủ Slovakia. Sân vận động có sức chứa 22.500 khán giả, và thay thế cho sân vận động Tehelné pole cũ, đã bị phá hủy vào mùa hè năm 2013.

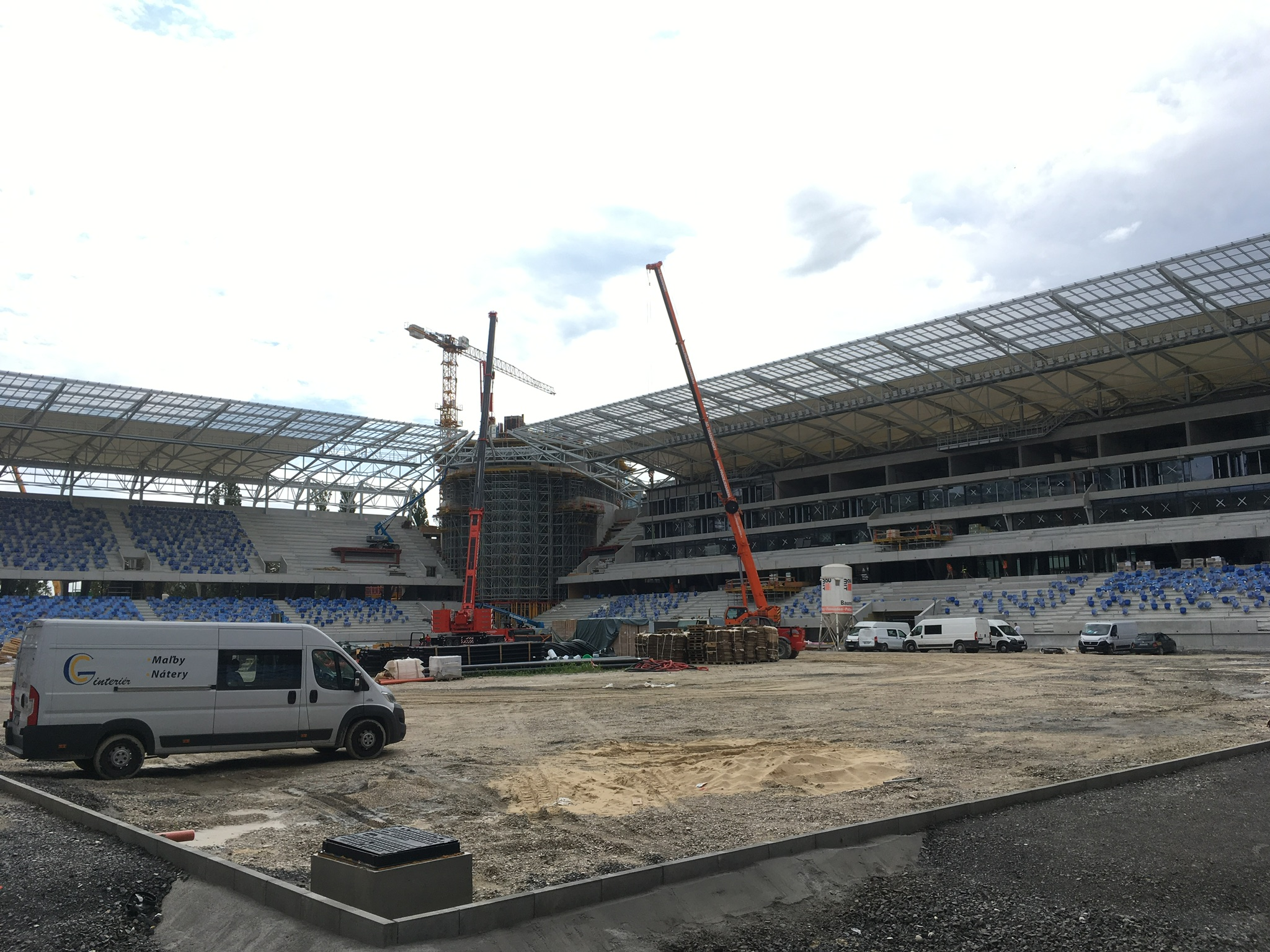
Sân vận động quốc gia trong quá trình xây dựng vào năm 2018

## Vị trí
Tehelné pole là một khu phố ở Bratislava, Slovakia, được biết đến bởi sự xuất hiện của một số cơ sở thể thao. Về mặt hành chính, khu phố thuộc quận Nové Mesto, nằm cách trung tâm khoảng 5 km về phía đông bắc. Tên tiếng Đức và Hungary cho địa phương này là Ziegelfeld và Téglamező.

## Giao thông
Tehelné pole nằm ở quận 3 của thành phố Bratislava, Slovakia. Đấu trường có thể được tiếp cận bằng xe điện, xe điện bánh hơi và xe buýt.
| Phương tiện      | Điểm dừng            | Số                             | Khoảng cách đi bộ từ Tehelné pole |
| ---------------- | -------------------- | ------------------------------ | --------------------------------- |
| Xe điện          | Nová doba, Odbojárov | 4                              | 300–400 m                         |
| Xe điện bánh hơi | Zimný Štadión        | 204, 205, 207                  | 600 m                             |
| Xe buýt          | Bajkalská, Nová doba | 39, 53, 61, 63, 74, 75, 78, 98 | 200–250 m                         |

Người lái xe có thể đỗ trực tiếp dưới Sân vận động Bóng đá Quốc gia. Có chỗ đậu xe cho 994 xe. Thêm 365 chỗ đậu xe cung cấp tại Ondrej Nepela Arena, cách sân vận động hoặc Trung tâm Thành phố Polus 300 m, nơi có khoảng 1.683 chỗ đậu xe. Trung tâm mua sắm này nằm trên đường Vajnorská 100, cách đó 350 m.

## Các trận đấu quan trọng
Trận đấu đầu tiên được diễn ra tại sân vận động vào ngày 16 tháng 1 năm 2019. Chỉ những người sở hữu vé mùa giải mới có thể xem trận đấu giao hữu giữa Slovan và đội bóng thuộc Giải bóng đá hạng nhất Séc Sigma Olomouc. Trận đấu giải đấu đầu tiên diễn ra vào ngày 3 tháng 3 năm 2019. Tại vòng 21 Giải vô địch quốc gia Slovakia, Slovan đã đánh bại đối thủ chính của họ là Trnava trước những khán đài đã bán hết vé. Vào ngày 11 tháng 5 năm 2019, Slovan, đội đã giành được danh hiệu này, đã đánh bại Žilina với tỷ số 6–2 trong một trận đấu đặc biệt, nhân kỷ niệm 100 năm thành lập câu lạc bộ. Slovan đã tổ chức lễ kỷ niệm này vào ngày 3 tháng 5. Vào ngày 24 tháng 5 năm 2019, Slovan đánh bại Sereď 3–1 ở vòng đấu cuối cùng. Sau trận đấu, màn ăn mừng chức vô địch đầu tiên diễn ra tại sân vận động.
Với tư cách là nhà vô địch giải đấu, Slovan đã đủ điều kiện tham dự UEFA Champions League 2019-20. Trận đấu châu Âu đầu tiên tại sân vận động diễn ra vào ngày 10 tháng 7 năm 2019. Trong đó, Slovan đã hòa với Sutjeska Nikšić, nhà vô địch của Montenegro. Hai tuần sau, trận đấu Europa League đầu tiên được diễn ra tại sân vận động. Ở vòng loại thứ hai, Slovan đối đầu với Feronikeli từ Kosovo. Slovan sau đó tiến vào vòng bảng của giải đấu và đấu với Besiktas, Wolverhampton và Braga.
Vào ngày 13 tháng 10 năm 2019, trận đấu quốc tế đầu tiên diễn ra tại Tehelné pole. Slovakia đã hòa với Paraguay trong trận giao hữu.
Vào ngày 4 tháng 12 năm 2019, Slovan chơi trận đầu tiên tại Cúp bóng đá Slovakia tại sân vận động, đánh bại Žilina 2–0. Vào ngày 8 tháng 7 năm 2020, sân vận động đã tổ chức trận chung kết Cúp bóng đá Slovakia 2020. Slovan đánh bại Ružomberok 1–0 và ăn mừng chiến thắng trên sân nhà của họ.
| 16 tháng 1 năm 2019 Trận đấu đầu tiên | Slovan Bratislava       | 2–3      | Sigma Olomouc                             | Trận đấu giao hữu     |  |
| 17:00 CET (UTC+01:00)                 | Moha 26' · Medveděv 72' | Chi tiết | Jemelka 53' · Yunis 60' · Zahradníček 88' | Lượng khán giả: 2.183 |  |

| 3 tháng 3 năm 2019 Trận đấu Giải bóng đá Slovakia đầu tiên | Slovan Bratislava          | 2–0      | Spartak Trnava                                              | Derby truyền thống     |  |
| 18:00 CET (UTC+01:00)                                      | Šporar 50', 86' · Moha 58' | Chi tiết | Dudl 25' · Yilmaz 46' · Grendel 52' · Abena 58' · Turňa 60' | Lượng khán giả: 22.500 |  |

| 10 tháng 7 năm 2019 Trận đấu UCL đầu tiên | Slovan Bratislava         | 1–1      | Sutjeska Nikšić | Vòng loại thứ nhất     |  |
| 20:15 CEST (UTC+02:00)                    | Ljubičić 41' · Šporar 82' | Chi tiết | Kojašević 90+5' | Lượng khán giả: 11.250 |  |

| 24 tháng 7 năm 2019 Trận đấu Europa League đầu tiên | Slovan Bratislava            | 2–1      | Feronikeli | Vòng loại thứ hai     |  |
| 18:00 CEST (UTC+02:00)                              | Nono 9' · Šporar 61' (ph.đ.) | Chi tiết | Hoti 67'   | Lượng khán giả: 7.150 |  |

| 13 tháng 10 năm 2019 Trận đấu quốc tế đầu tiên | Slovakia    | 1–1      | Paraguay | Trận đấu giao hữu     |  |
| 20:45 CEST (UTC+02:00)                         | Boženík 59' | Chi tiết | Kaku 85' | Lượng khán giả: 6.669 |  |

| 4 tháng 12 năm 2019 Trận đấu Cúp bóng đá Slovakia đầu tiên | Slovan Bratislava                 | 2–0      | Žilina | Vòng 16 đội           |  |
| 18:30 CET (UTC+01:00)                                      | Kaša 25' (l.n.) · Šporar 29', 41' | Chi tiết |        | Lượng khán giả: 3.879 |  |

Ghi chú
1. ↑  Chỉ có một trận đấu thử nghiệm.
2. ↑  Sức chứa giới hạn; truy cập chỉ được phép cho người giữ vé mùa.
3. ↑  Trận đấu khai mạc chính thức.

## Các trận đấu quốc tế
Tehelné pole đã tổ chức 5 trận đấu của đội tuyển bóng đá quốc gia Slovakia (1 trận giao hữu và 4 trận trong giải đấu).
| 13 tháng 10 năm 2019 Giao hữu quốc tế | Slovakia    | 1–1      | Paraguay |                                                           |  |
| 20:45                                 | Boženík 59' | Chi tiết | Kaku 85' | Lượng khán giả: 6.669 Trọng tài: Slavko Vinčić (Slovenia) |  |

| 4 tháng 9 năm 2020 UEFA Nations League 2020-21 B | Slovakia    | 1–3      | Séc                                            |                                                        |  |
| 20:45                                            | Schranz 88' | Chi tiết | Coufal 48' · Dočkal 53' (ph.đ.) · Krmenčík 86' | Lượng khán giả: 0 Trọng tài: Andris Treimanis (Latvia) |  |

| 8 tháng 10 năm 2020 Vòng loại play-off Euro 2020 | Slovakia | 0–0 (s.h.p.) (4–2 p)                   | Cộng hòa Ireland |                                                    |  |
| 20:45                                            |          | Chi tiết                               |                  | Lượng khán giả: 0 Trọng tài: Clément Turpin (Pháp) |  |
|                                                  |          | Loạt sút luân lưu                      |                  |                                                    |  |
| - Hamšík - Hrošovský - Haraslín - Greguš         |          | - Hourihane - Brady - Browne - Doherty |                  |                                                    |  |

| 4 tháng 9 năm 2021 Vòng loại World Cup 2022 | Slovakia | 0–1      | Croatia      |                                                              |  |
| 20:45                                       |          | Chi tiết | Brozović 86' | Lượng khán giả: 9.047 Trọng tài: Bartosz Frankowski (Ba Lan) |  |

| 7 tháng 9 năm 2021 Vòng loại World Cup 2022 | Slovakia                    | 2–0      | Síp |                                                              |  |
| 20:45                                       | Schranz 55' · Koscelník 77' | Chi tiết |     | Lượng khán giả: 6.762 Trọng tài: Aliyar Aghayev (Azerbaijan) |  |

## Buổi hòa nhạc
Sân vận động cũng phục vụ như một địa điểm tổ chức buổi hòa nhạc. Ban nhạc Slovakia Elán là ban nhạc đầu tiên biểu diễn tại Sân vận động bóng đá quốc gia. Danh sách các buổi hòa nhạc có thể được nhìn thấy dưới đây:
| Ngày                | Tên nghệ sĩ hoặc sự kiện | Khán giả |
| ------------------- | ------------------------ | -------- |
| 29 tháng 5 năm 2019 | Elán                     | ~20.000  |
| 5 tháng 6 năm 2019  | Kabát                    | ~26.000  |

## Sân vận động/địa điểm khác gần đó
Các sân vận động hoặc địa điểm khác gần địa phương Tehelné pole bao gồm Sân vận động Pasienky (được xây dựng năm 1962), sân nhà của FK Inter Bratislava, Ondrej Nepela Arena (được xây dựng năm 2011), sân nhà của đội HC Slovan Bratislava và Trung tâm quần vợt quốc gia (được xây dựng năm 2003), được sử dụng cho Fed Cup cũng như các trận đấu, buổi hòa nhạc và các sự kiện khác của Davis Cup.